# R.Y.U.S.E.I.
「R.Y.U.S.E.I.」（リュウセイ）は、三代目 J Soul Brothers from EXILE TRIBEの通算13枚目のシングルである。2014年6月25日にrhythm zoneから発売された。『第56回日本レコード大賞』大賞受賞曲

## 概要
本作は、2014年春夏秋冬シリーズ第二弾の「夏」。全収録曲にタイアップがついた。
「CD+DVD」と「CDのみ」の2形態でのリリースで、初回限定は箔押しジャケット仕様となっている。

### 表題曲
「R.Y.U.S.E.I.」は、前作「S.A.K.U.R.A.」に引き続きSTYが作詞・作曲・プロデュースしている。人生一度きりの夢を追いかける中でも、大切な仲間がいるんだという内容の歌詞で、「みんな」「仲間」「絆」などをテーマとした"地元の仲間感"にフォーカスしている。また、フェス感や開放感、音サビのあるPOP EDMとして制作された。 
ミュージックビデオは、三代目 J Soul Brothersとしては初の米国ロサンゼルスでの撮影となった。 メンバーのELLYが振り付けを担当し、間奏にてメンバー全員で踊る「ランニングマン」を取り入れ、同グループの代名詞となった。また、2014年1月10日放送のフジテレビの番組『僕らの音楽』でサッカー選手の柿谷曜一朗と共演した際に新たなゴールパフォーマンスとしてELLYが考案した「8」（柿谷の背番号）のポーズも取り入れられている。
『第56回日本レコード大賞』の大賞、2015年MPA賞 ヒット・ソング賞、2016年（2015年度）JASRAC賞金賞など各音楽賞を受賞、『第65回NHK紅白歌合戦』と『第69回NHK紅白歌合戦』での歌唱楽曲。
2016年9月3日、YouTubeでのミュージックビデオの視聴回数が1億回を突破した。
2017年2月度に100万ダウンロードを突破し、日本レコード協会からミリオン認定された。グループ初のミリオン作品となった。また、2021年11月度にストリーム数が5000万回を突破し、ゴールド認定された。
グループ結成10周年を迎えた2021年には、エイベックス・京浜急行電鉄・日本空港ビルデングの三社が共同で開催した企画「BEST BROTHERS CAMPAIGN」の一環で、同年11月8日から12月26日まで京急空港線羽田空港第3ターミナル駅1番線において接近メロディとして使用されていた。編曲は塩塚博が手掛けた。
ミュージックビデオ総再生数は1.79億を超えている。
2025年1月度にストリーム数が1億回を突破し、プラチナ認定された。

#### アンサーソング
2023年2月1日に発売した「STARS」は、「R.Y.U.S.E.I.」を手掛けたプロデューサーSTYが「R.Y.U.S.E.I. pt.2」をテーマに書き下ろした楽曲で、いわば「R.Y.U.S.E.I.」のアンサーソング。EDMサウンドは踏襲しつつ、サビで「人生一度きり / DREAM 掴みたいから今」とグループの野心を歌い上げた2014年の前作に対し、「人生一度きりじゃない / 何度やり直しても」と「夢の続き」を歌うメッセージソングに仕上がっている。

## チャート成績
2014年7月7日付のオリコン週間シングルランキングで、初登場1位を獲得した。シングルランキング首位の獲得は、2011年9月発売の「FIGHTERS」以来、約2年9か月ぶりで通算2作目。初週16.2万枚を売り上げ、シングルCDとしては自己最高の初動売上を記録した。CD売上は35万枚を突破した。
同日発売の『三代目J Soul Brothers LIVE TOUR 2014 “BLUE IMPACT”』も、DVDとBlu-ray Discともにそれぞれのランキングで首位を獲得。シングル・DVD・Blu-ray Discの3部門同時制覇は史上3組目。
表題曲は、Billboard JAPAN Hot 100 of the Year 2015、DAM年間カラオケリクエストランキング、USEN HIT J-POPランキング、レコチョク年間ランキングで年間首位を獲得した。

## 収録曲

### CD
1. R.Y.U.S.E.I. [5:24]
作詞：STY、作曲：STY, Maozon
  - TCK（東京シティ競馬）2014キャンペーンソング。
2. Summer Dreams Come True [4:07]
作詞：小竹正人、作曲：FAST LANE, Erik Lidbom
  - Samantha Tiara & Samantha Thavasa “サマンサティアラジュエリー”CMソング。
3. Wedding Bell 〜素晴らしきかな人生〜 [4:59]
作詞：小竹正人、作曲・編曲：h-wonder、ストリングスアレンジ：真部裕
  - リクルート「今月のゼクシィ」CMタイアップソング。
4. R.Y.U.S.E.I.（Instrumental）
5. Summer Dreams Come True（Instrumental）
6. Wedding Bell 〜素晴らしきかな人生〜（Instrumental）

### DVD
1. R.Y.U.S.E.I.（Music Video）

## 収録アルバム
| 収録アルバム            | 楽曲                                | 曲順 |
| ----------------------- | ----------------------------------- | ---- |
| PLANET SEVEN            | R.Y.U.S.E.I.                        | 2    |
| PLANET SEVEN            | Wedding Bell 〜素晴らしきかな人生〜 | 7    |
| PLANET SEVEN            | Summer Dreams Come True             | 8    |
| THE JSB WORLD (DISC-2)  | R.Y.U.S.E.I.                        | 12   |
| THE JSB WORLD (DISC-2)  | Summer Dreams Come True             | 13   |
| THE JSB WORLD (DISC-2)  | Wedding Bell 〜素晴らしきかな人生〜 | 14   |
| BEST BROTHERS (DISC-01) | R.Y.U.S.E.I.                        | 9    |

## R.Y.U.S.E.I.' 10th Anniversary REMASTERED ver.
「R.Y.U.S.E.I.' 10th Anniversary REMASTERED ver.」は、三代目 J SOUL BROTHERS from EXILE TRIBEの配信限定デジタル・シングル。2024年11月10日にrhythm zoneから発売された。

### 概要
2014年6月25日にリリースした音源をリマスターしたもの。
デビュー日である 11月10日に配信リリース。

### 収録曲
1. R.Y.U.S.E.I.' 10th Anniversary REMASTERED ver.[5:26]
作詞：STY、作曲：STY, Maozon

## カバー
| 収録                                      | 楽曲         | アーティスト  |
| ----------------------------------------- | ------------ | ------------- |
| カバーアルバム『COVERS THE CITY』         | R.Y.U.S.E.I. | BENI          |
| シングル『Suddenly/RED SOUL BLUE DRAGON』 | R.Y.U.S.E.I. | EXILE ATSUSHI |